# Xanthisthisa tergorinota
Xanthisthisa tergorinota är en fjärilsart som beskrevs av Louis Beethoven Prout 1928. Xanthisthisa tergorinota ingår i släktet Xanthisthisa och familjen mätare. Inga underarter finns listade i Catalogue of Life.